# Oberbrunn (Ebensfeld)
Oberbrunn ist ein Gemeindeteil des oberfränkischen Marktes Ebensfeld im Landkreis Lichtenfels.

## Geographie
Oberbrunn liegt am Obermain am Fuß eines Hanges am Ende eines kleinen Seitentals, das vom Dorfgraben durchflossen wird. Der Ort befindet sich im Banzgau, einem lang gezogenen Dreieck zwischen der Itz und dem Main, südlich von Kloster Banz und wird von der Kreisstraße LIF 25 von Ebensfeld nach Birkach gequert. Das Ortsbild wird von der am östlichen Dorfrand gelegenen Kirche St. Laurentius bestimmt.

## Geschichte
Im 9. Jahrhundert wurde wohl Oberbrunn als „ce Brunnen“ erstmals in den Traditionen des Klosters Fulda, die auf einer Abschrift im Codex Eberhardi aus dem 12. Jahrhundert beruhen, als im Besitz von Fuldaer Dienstleuten erwähnt. Die nächste Nennung war eventuell 1126, als Herolt „de Brunnen“ als Zeuge für das Kloster Banz in einer Urkunde genannt wurde. Die Belege für das 9. Jahrhundert und das Jahr 1126 sind jedoch fraglich. Der erste sichere Beleg stammt von 1221. In der Urkunde bestätigte der Bamberger Bischof Ekbert, dass Heinrich von Schletten unter anderem die Vogtei „superioeris Brunnen et mansum unvm in ipsa uilla“ dem Kloster Michelsberg als Lehen zurückgab.
Am Südwestrand Oberbrunns befindet sich oberhalb des Ortes ein Turmhügel. Dort stand die 1268 erstmals genannte Liebenburg, die unter anderem 1525 im Verlauf des Bauernkrieges zerstört wurde. Die Dorfherrschaft hatten die Burgherren, das Adelsgeschlecht derer von Giech von 1338 bis 1680. 1680 verkaufte Christian Carl von Giech zu Thurnau und Buchau das Rittergut dem Bamberger Bischof Peter Philipp. Oberbrunn wurde etwa 1454 von Döringstadt pfarrlich getrennt und ab etwa 1550 durch einen lutherischen Pfarrer betreut. Ab 1631 wurde die Pfarrei wohl wieder katholisch und in der Folge erneut nach Döringstadt eingepfarrt. Anfang des 19. Jahrhunderts wurde sie dem Ebensfelder Kirchensprengel zugeordnet.
1801 war das Dorf Teil des Gebietes des Hochstifts Bamberg. Die Lehen, Vogtei, Dorf- und Gemeindeherrschaft gehörten dem Bamberger Domkapitel. Der Ort hatte außer der Kirche ein Gemeindehirtenhaus und 21 andere meist mit Stadeln versehene Häuser. Darunter befanden sich ein Wirtshaus, ein Tropfhaus und eine Ziegelhütte.
1862 wurde Oberbrunn als Landgemeinde in das neu geschaffene bayerische Bezirksamt Staffelstein eingegliedert. Am 28. August 1892 war die Einweihung der ersten festen Mainbrücke, eine Eisenbrücke mit 50 Meter lichter Weite, die eine Fähre ersetzte, die bereits 1323/28 im bischöflich-bambergischen Urbar A erwähnt wurde.
1871 hatte das Kirchdorf Oberbrunn 164 Einwohner und 26 Wohngebäude. Eine katholische Schule befand sich im Dorf, die katholische Pfarrkirche in Ebensfeld. 1900 zählte der Ort 158 Einwohner, von denen alle katholisch waren, und 26 Wohngebäude sowie 1925 159 Personen in 25 Wohngebäuden. 1950 hatte Oberbrunn 193 Einwohner und 25 Wohngebäude. Die zuständige evangelische Pfarrei war in Staffelstein. Im Jahr 1970 zählte das Kirchdorf bei einer Fläche von 233,86 Hektar 216, 1987 insgesamt 204 Einwohner sowie 48 Wohnhäuser mit 68 Wohnungen.
1959 ließ die Gemeinde ein neues Schulhaus errichten, das seit den 1970er Jahren als Gemeinschaftshaus genutzt wird. Am 1. Juli 1972 wurde der Landkreis Staffelstein aufgelöst und Oberbrunn in den Landkreis Lichtenfels eingegliedert. Seitdem gehört Oberbrunn als Gemeindeteil zu Ebensfeld.

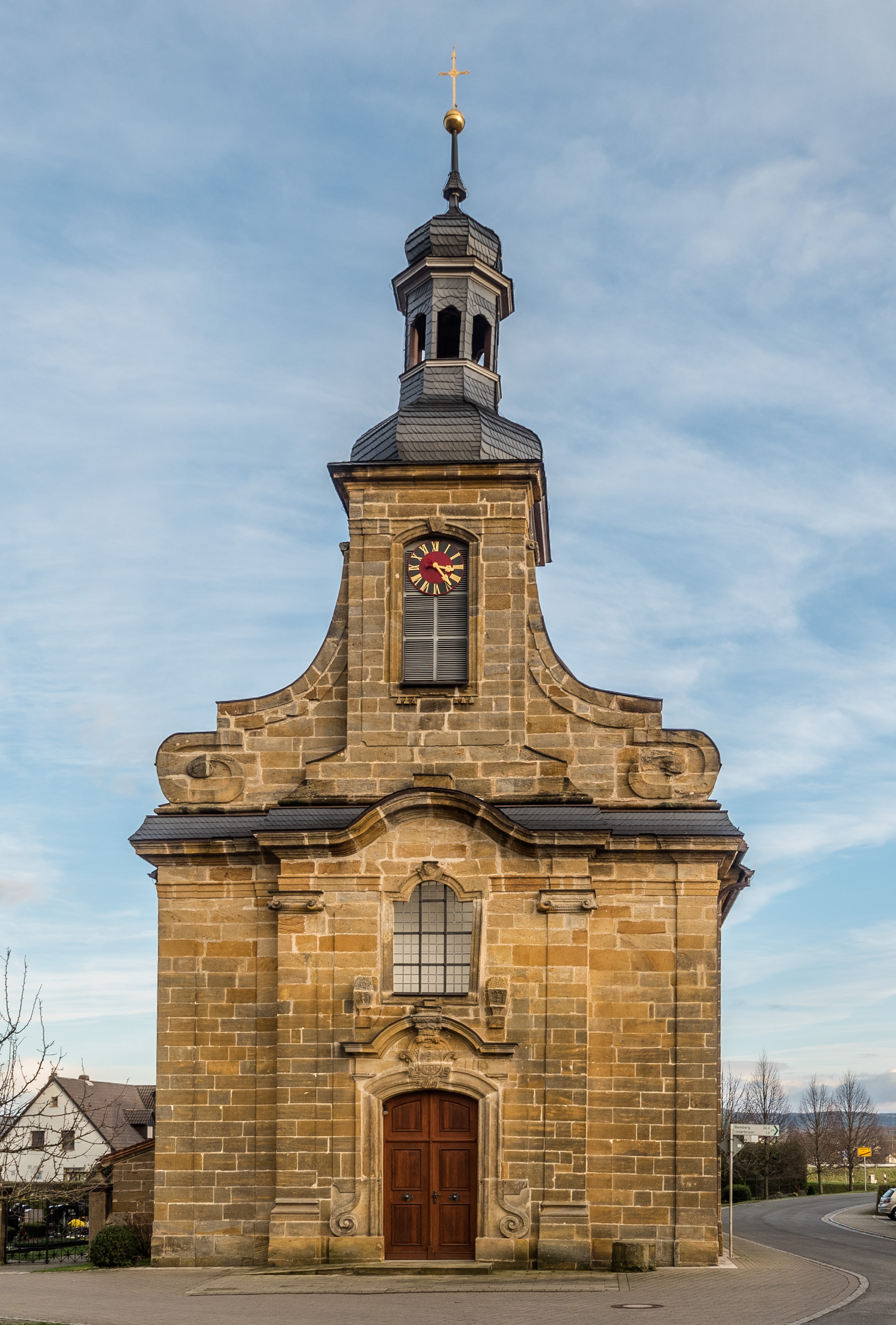
Filialkirche St. Laurentius

## Sehenswürdigkeiten
Die katholische Filialkirche St. Laurentius wurde zwischen 1743 und 1750 nach Plänen von Johann Jakob Michael Küchel durch die Staffelsteiner Maurermeister Johann König und Johann Thomas Nißler als Barockbau errichtet. Infolge Geldmangels erfolgte zeitweise eine Einstellung der Bauarbeiten an dem für das kleine Dorf aufwändigen Gotteshaus. Es ist ein Saalbau mit einem eingezogenen Chor, hinter dessen Stirnwand sich die Sakristei befindet. Das Langhaus mit dem Saalraum gliedern zwei Fensterachsen. Die westliche Giebelseite ist als Einturmfassade gestaltet. Dort befindet sich über dem Eingangsportal eine Kartusche mit dem bekrönten Wappenschild des Fürstbischofs Johann Philipp Anton von und zu Franckenstein.
In der Liste der Baudenkmäler in Oberbrunn sind weitere zwölf Sehenswürdigkeiten aufgeführt.